# Bertil Rönndahl
Sven Bertil Rönndahl, más conocido como Bertil Rönndahl (23 de junio de 1926 - Karlstad, 20 de septiembre de 2014) fue un jugador de balonmano sueco. Fue un componente de la Selección de balonmano de Suecia.
Con la selección ganó la medalla de oro en el Campeonato Mundial de Balonmano Masculino de 1954.

## Palmarés

### Kristianstad
- Liga sueca de balonmano masculino (3): 1948, 1952, 1953

## Clubes
- IFK Kristianstad (1945-1953)
- SoIK Hellas
- IFK Karlskrona
- IK Heim